# Рок, Джон
Джон Чарльз Рок (англ. John Charles Rock; 24 марта 1890, Марлборо, Массачусетс — 4 декабря 1984, Питерборо, Нью-Гэмпшир) — американский врач, известный как пионер искусственного оплодотворения и апологет контрацепции.

## Биография

### Детство и юность
Джон Чарльз Рок родился в 1890 году в Массачусетсе в семье американцев ирландского происхождения, став младшим сыном и предпоследним ребёнком в семье (опередив сестру-близнеца Нелл на несколько минут). Его отец Фрэнк Рок был предпринимателем с авантюристской жилкой и широким кругом интересов — от торговли спиртным и недвижимостью до организации конских скачек, мать Энни — домохозяйкой, вырастившей пятерых детей. Семья Роков была верующей, и Джон Чарльз, с детства посещавший католическую церковь, тоже вырос набожным человеком.
У Джона сложились прохладные отношения с отцом, и он, стремясь к большей самостоятельности, убедил родителей разрешить ему перевестись в школу в Бостоне. В 1908 году он окончил Среднюю школу коммерции, готовившую новое поколение городских бизнесменов, в свой выпускной год получив стипендию на трёхмесячную стажировку в Латинской Америке. Несколькими месяцами позже его родной город Марлборо принял сухой закон, что нанесло тяжёлый удар по семейному бизнесу — Фрэнк Рок в это время владел винным магазином, а его брат Джон — салуном. Чтобы помочь семье, Джон-младший поступил на работу в United Fruit Company и летом 1909 года отбыл в Гватемалу табельщиком на банановых плантациях. Через несколько месяцев он был повышен в должности до смотрителя, и родители ожидали, что после года работы он сможет перевестись назад в Бостон в головной офис компании. Однако уже в декабре 1909 года, после того, как новый суперинтендант отдал распоряжение о снижении расценок на труд наёмных рабочих на плантациях, Рок оказался втянут в конфликт между компанией и рабочими, на чьей стороне он выступил, и вынужден был покинуть Гватемалу.
Вернувшись в США, Джон около года проработал в строительной компании. К моменту его увольнения оттуда сухой закон в Марлборо был отменён, доходы семейства Роков были восстановлены, и Джон получил возможность поступить на медицинский факультет Гарвардского университета при финансовой поддержке отца и старшего брата. Избрать медицинскую карьеру его убедил молодой врач Нил Макфейл, с которым Джон подружился в Гватемале.

### Образование и профессиональная деятельность
Поступив в Гарвард в 1911 году, Джон Рок занялся лёгкой атлетикой и добился достаточных успехов, чтобы попасть в сборную университета. Там он познакомился с Шерманом Торндайком, сыном известного бостонского врача; сестра Шермана Нэн впоследствии станет женой Рока. В 1914 году Рок окончил трёхлетний курс обучения на первую академическую степень и поступил в медицинскую школу Гарварда. В его планах было продолжить после этого специализацию в области нейрологии, но вскоре после начала учёбы в медицинской школе его вниманием овладели вопросы фертильности. После окончания учёбы в 1918 году он прошёл стажировку как акушер и гинеколог в двух бостонских больницах. В 1923 он открыл клинику по лечению бесплодия при Общей больнице Массачусетса, а годом позже — аналогичную клинику при Бесплатной больнице для женщин.
Работа Рока над проблемами женского бесплодия увенчалась в 1944 году проведением первого искусственного оплодотворения человеческой яйцеклетки совместно с Мириам Менкин. В начале 1950-х годов он вёл исследования влияния гормонов прогестерона и эстрогена на овуляцию в рамках своей борьбы с женским бесплодием, но в дальнейшем результаты этих исследований нашли применение в другой сфере, к этому времени привлекшей его внимание. За годы практики он постоянно сталкивался с многодетными женщинами, у которых роды вызывали опущение матки, проблемы с почками и общее преждевременное старение. Так Рок, католик по вере, пришёл к идее о необходимости предотвращения беременности и уже в 1931 году стал одним из врачей, подписавших обращение о пересмотре действовавших законов о деторождении. В 1936 году он открыл в Бостоне клинику для женщин-католичек, где для предотвращения беременности применялся календарный метод планирования семьи, построенный на воздержании от половых контактов только в фертильные дни. В это время, однако, католическая церковь рассматривала в качестве единственного допустимого способа предотвращения беременности воздержание от половых связей, и лишь к началу 1950-х годов папа Пий XII признал возможным также календарный метод.
В 1949 году в соавторстве с Дэвидом Лотом Рок издал книгу «Родители по собственной воле» (англ. Voluntary Parenthood), посвящённую различным методам предотвращения беременности. В середине 1950-х годов он присоединился к исследовательской группе Грегори Пинкуса, работавшей над созданием перорального контрацептива, основанного на действии прогестерона. Рок сыграл важную роль в разработке противозачаточной таблетки на основе синтетического прогестерона, получившей коммерческое название Enovid и разрешённой к применению FDA в 1958 году.

### Борьба за признание контрацепции католической церковью
В 1958 году, в год утверждения Enovid федеральными службами США, папа Пий XII объявил, что женщины могут принимать новый препарат в случаях, когда он выписан врачом для лечения дефектов детородной системы. Однако его использование именно в качестве контрацептива было объявлено Ватиканом аморальным. В ответ Рок на медицинской конференции выдвинул концепцию, согласно которой использование контрацептива на основе прогестерона должно быть так же приемлемо для католиков, как и календарный метод, поскольку базируется на тех же самых гормонах, которые вырабатывает человеческий организм. 
В 1963 году, когда противозачаточные средства были уже признаны религиозными авторитетами протестантизма и иудаизма, Рок выпустил книгу «Время пришло: предложения доктора-католика прекратить борьбу против контроля за рождаемостью» (англ. The Time Has Come: A Catholic Doctor's Proposals to End the Battle over Birth Control). Книга стала очередной попыткой с его стороны убедить католических иерархов отменить запрет на использование контрацептивов. В ней излагались как научные (биологические и статистические), так и теологические аргументы в защиту использования медикаментов для улучшения планирования семьи. Рок также включил в книгу аргументацию, согласно которой дальнейшее изучение женской фертильности приведёт к лучшему пониманию и эффективному использованию более приемлемого для церкви календарного метода. Книга Рока оказалась эффективной для светских властей, и в 1965 году Верховный суд США признал незаконным запрет на контрацептивы в штате Массачусетс, решив, что он нарушает право супружеских пар на частную жизнь. Однако католические теологи остались при своём мнении, и в 1968 году вышла папская энциклика Humanae vitae, запрещающая любые методы контроля за рождаемостью кроме периодического воздержания как противоречащие естеству. После этого Рок, разочаровавшись в католицизме, перестал посещать мессу.
Джон Чарльз Рок умер в декабре 1984 года на 95-м году жизни в Питерборо (Нью-Гэмпшир).